# Krystyna Dąbrowska (Schachspielerin)
Krystyna Dąbrowska (englisch Krystina Dabrowska, manchmal auch Krystyna Dabrowska (bei der FIDE); * 5. Dezember 1973 in Sokołów Podlaski, Landkreis Sokołow) ist eine polnische Schachspielerin.

## Leben
Sie trägt seit 1994 den Titel Großmeister der Frauen (WGM).
1987 und 1988 gewann sie in Saltsjöbaden die Jugendeuropameisterschaft U16 weiblich, 1989 in Aguadilla die Jugendweltmeisterschaft in derselben Altersklasse. 1992 in Buenos Aires wurde als erste Polin U20-Juniorinnenweltmeisterin. Im selben Jahr gewann sie in Świeradów-Zdrój die polnische Meisterschaft der Frauen. 1993 nahm sie am Interzonenturnier der Frauen in Jakarta teil und wurde dort 15.
Dąbrowska wurde lange Zeit bei der FIDE als inaktiv geführt, da sie zwischen dem im November 2001 in Grodzisk Mazowiecki ausgetragenen Mieczyslaw-Najdorf-Turnier und dem im Juli 2015 in Warschau durchgeführten Najdorf-Festival keine Elo-gewertete Partien spielte.

## Mannschaftsschach

### Nationalmannschaft
Drei Mal nahm sie mit der polnischen Nationalmannschaft der Frauen an Schacholympiaden teil: 1990 in Novi Sad, 1992 in Manila und 1994 in Moskau. Dąbrowska nahm 1992 an der Mannschaftseuropameisterschaft der Frauen in Debrecen teil.

### Vereine
In der polnischen Mannschaftsmeisterschaft spielte Dąbrowska 1990 bis 1992 für WKSz Legion Warszawa, 1995 für PTSz Płock.
In Deutschland spielte sie von 1993 bis 1996 in der deutschen Schachbundesliga der Frauen für die Rodewischer Schachmiezen.